# Elisabet (film)
Elisabet är en svensk film från 1921 i regi av Gunnar Klintberg.
Filmen premiärvisades 7 mars 1921 på biograf Palladium i Stockholm. Filmen spelades in vid Palladiumfilms ateljéer i Hellerup Danmark av Robert Olsson. Som förlaga har man Karl Staaff pjäs Elisabet som publicerades postumt 1917.

## Rollista (i urval)
- Astri Torsell – Elisabet Haller
- Gabriel Alw – Tor Haller, ingenjör
- Julia Håkansson – fru Bärn, Elisabets mor
- Bror Olsson – doktor Bärn
- Thecla Åhlander – fru Haller, Tors mor
- Göta Klintberg – fru Bengtsson
- Nils Ekstam – Widing, ingenjör
- Eva Alw – tjänsteflicka
- Torsten Bergström